# Karamea tuthilli
Karamea tuthilli är en spindeldjursart som beskrevs av Forster 1954. Karamea tuthilli ingår i släktet Karamea och familjen Triaenonychidae. Inga underarter finns listade i Catalogue of Life.